# درگیری‌های ۲۰۲۳ الاقصی
در آوریل ۲۰۲۳ یک سری درگیری‌های خشونت‌آمیز بین فلسطینی‌ها و پلیس اسرائیل در مسجد الاقصی در اورشلیم رخ داد. پس از نماز مغرب و عشاء ماه رمضان، فلسطینیان دورتادور خود را در داخل مسجد سنگر گرفتند، به دلیل گزارش‌هایی مبنی بر اینکه یهودیان قصد داشتند یک بز را در این مکان قربانی کنند که بر اساس قوانین اسرائیل ممنوع است. در پاسخ، پلیس اسرائیل با تجهیزات ضد شورش به مسجد یورش برد و ۵۰ نفر را مجروح کرد و ۴۰۰ نفر را دستگیر کرد.
پس از درگیری‌ها، گروه‌های شبه‌نظامی فلسطینی از نوار غزه و لبنان راکت‌هایی به سمت اسرائیل شلیک کردند - اقداماتی که عموماً به عنوان پاسخی به وقایع الاقصی تعبیر می‌شود.

## زمینه
این درگیری‌ها در دوره افزایش تنش بین اسرائیل و فلسطین به دلیل همگرایی ماه رمضان، عید یهودیان به نام فصح و هفته عید پاک مسیحی رخ داد.
از آغاز ماه رمضان در ۲۲ مارس، نمازگزاران مسلمان تلاش کرده بودند شب را در مسجد الاقصی بمانند، این عمل معمولاً فقط در ۱۰ روز آخر تعطیلات (۱۱ تا ۲۱ آوریل) مجاز است. پلیس اسرائیل برای بیرون راندن نمازگزاران شبانه وارد مسجد شده بود.
در ۳ آوریل، پلیس اسرائیل یک فعال یهودی وابسته به اداره کوه معبد را در تلاش برای جلوگیری از اقدامات گروه‌های یهودی برای نقض ممنوعیت نماز یهودیان در محوطه مسجد الاقصی و همینطور انجام مراسم قربانی برای عید فصح بازداشت کرد. عصر ۴ آوریل در همان روز، وزیر امنیت ملی بن‌گویر از گروه‌های یهودی که می‌خواستند در طول عید فصح به کوه معبد بروند حمایت کرد، اما اذعان داشت تا از قربانی کردن در جریان مراسم خودداری کنند. بابت وضعیت موجود، بنا شد تا یهودیان مجاز به بازدید از مکان معبد کوه باشنداما در آنجا نماز نخوانند.

## حادثه
درگیری‌ها در شب ۴ آوریل آغاز شد، زمانی که چندصد فلسطینی پس از نماز رمضان در میان نگرانی از اینکه یهودیان ممکن است به سمت کوه معبد بروند، علی‌رغم ممنوعیت آن، برای انجام یک قربانی آیینی، در مسجد الاقصی سنگر گرفتند. در پاسخ، پلیس اسرائیل با تجهیزات ضد شورش به مسجد یورش برد. به گفته فلسطینی‌ها، پلیس با پرتاب نارنجک‌های فلاش بنگ، شوکر، گلوله‌های لاستیکی و ضرب و شتم فلسطینی‌ها با باتوم، دست‌کم ۵۰ نفر را مجروح و ۴۰۰ نفر را دستگیر کرد. به گفته پلیس اسرائیل، فلسطینی‌ها به سمت پلیس سنگ و آتش پرتاب نمودند. ویدئویی که پلیس اسرائیل منتشر کرده‌است نشان می‌دهد که در داخل مسجد از وسایل آتش بازی استفاده شده‌است. یک افسر پلیس مجروح شد. این رویدادها تنش بین اسرائیلی‌ها و فلسطینی‌ها را تشدید کرد و توجه بین‌المللی را به درگیری‌های جاری در منطقه جلب کرد.
شب بعد، نمازگزاران فلسطینی بار دیگر خود را در مسجد محصور کردند و توسط پلیس اسرائیل به زور از آن خارج شدند.

## عواقب
در پی این حادثه، گروه‌های مبارز فلسطینی نسبت به درگیری بیشتر هشدار دادند. نیروهای دفاعی اسرائیل (IDF) اعلام کردند که ۹ موشک از نوار غزه به سمت اسرائیل شلیک شده‌است.
در ۶ آوریل، ارتش اسرائیل اعلام کرد که تعدادی راکت از لبنان شلیک شده‌است. بر اساس گزارش‌ها، این موشک‌ها توسط گروه‌های فلسطینی شلیک شده بودند. هیچ اظهارنظر فوری از سوی ارتش لبنان منتشر نشد. نیروی موقت سازمان ملل در لبنان (یونیفیل) در بیانیه ای کتبی وضعیت را «بسیار جدی» توصیف کرد و خواستار خویشتنداری شد. در این بیانیه آمده‌است که آرولدو لازارو، رئیس یونیفل با مقامات هر دو طرف در تماس است.
در ۷ اکتبر ۲۰۲۳، حماس یک حمله غافلگیرکننده بزرگ به اسرائیل با رگبار موشک و تهاجم انجام داد. محمد دیف، فرمانده گردان‌های عزالدین قسام، مدعی شد که این حمله در پاسخ به "هتک حرمت مسجد الاقصی " انجام شده‌است.